# Argyle (Nova York)
Argyle és una població dels Estats Units a l'estat de Nova York. Segons el cens del 2000 tenia 289 habitants.

## Demografia
Segons el cens del 2000, Argyle tenia 289 habitants, 118 habitatges, i 80 famílies. La densitat de població era de 310 habitants/km².
Dels 118 habitatges en un 30,5% hi vivien nens de menys de 18 anys, en un 53,4% hi vivien parelles casades, en un 11% dones solteres, i en un 31,4% no eren unitats familiars. En el 25,4% dels habitatges hi vivien persones soles el 12,7% de les quals corresponia a persones de 65 anys o més que vivien soles. El nombre mitjà de persones vivint en cada habitatge era de 2,45 i el nombre mitjà de persones que vivien en cada família era de 2,94.
Per edats la població es repartia de la següent manera: un 24,6% tenia menys de 18 anys, un 8,3% entre 18 i 24, un 26% entre 25 i 44, un 23,2% de 45 a 60 i un 18% 65 anys o més.
L'edat mediana era de 39 anys. Per cada 100 dones de 18 o més anys hi havia 96,4 homes.
La renda mediana per habitatge era de 36.500 $ i la renda mediana per família de 41.667 $. Els homes tenien una renda mediana de 24.792 $ mentre que les dones 26.563 $. La renda per capita de la població era de 18.396 $. Entorn del 8,8% de les famílies i el 10,5% de la població estaven per davall del llindar de pobresa.